# Keldby Sogn
Keldby Sogn er et sogn i Stege-Vordingborg Provsti (Roskilde Stift).
I 1800-tallet var Keldby Sogn et selvstændigt pastorat. Det hørte til Mønbo Herred i Præstø Amt. Keldby sognekommune blev ved kommunalreformen i 1970 indlemmet i Møn Kommune, der ved strukturreformen i 2007 indgik i Vordingborg Kommune.
I Keldby Sogn ligger Keldby Kirke.
I sognet findes følgende autoriserede stednavne:
- Keldby (bebyggelse, ejerlav)
- Keldbylille (bebyggelse, ejerlav)
- Klosterskovgård (landbrugsejendom)
- Landsled (bebyggelse)
- Maglemose (areal)
- Pollerup (bebyggelse, ejerlav)
- Pollerup Kokkegård (bebyggelse)
- Pollerup Kullegård (bebyggelse)
- Rødeled (bebyggelse)
- Slotshøj (bebyggelse)
- Spejlsby (bebyggelse, ejerlav)
- Tåstrup (bebyggelse, ejerlav)
- Ullemarke (bebyggelse, ejerlav)
- Vængesgård (bebyggelse)